# Sariegos
Sariegos es un municipio y lugar español de la provincia de León, en la comunidad autónoma de Castilla y León. Cuenta con una población de 5444 habitantes (INE 2024).
Documentado por primera vez en 1144, fue un municipio eminentemente agrícola y ganadero hasta finales del siglo XX, momento en el que las actividades económicas principales pasaron a ser el sector servicios y la construcción, resultado de su conversión en núcleo residencial de la vecina León. Perteneció a la antigua Hermandad de Bernesga de Arriba. El de Sariegos fue constituido en 1855, como resultado de la escisión del ayuntamiento de San Andrés del pueblo de Sariegos, Azadinos y Pobladura. A ellos se unió Carbajal de la Legua, que pertenecía al vecino ayuntamiento de Cuadros.

## Toponimia
El significado de la palabra Sariegos ha sido descrito por algunos como un antropónimo de origen germánico (Sals-ricus) mientras que otros lo consideraron un gentilicio de origen prerromano, dividiendo la palabra en Sar-, que sería un hidrónimo, y en el sufijo -(i)egos. Hay quien opina que su origen podría situarse en el proceso de repoblación llevado a cabo en León y su entorno en el siglo XI; en dicho proceso predominan los gentilicios colectivos que indican la procedencia de los repobladores, por lo que en el caso de Sariegos serían los procedentes de la comarca del Sar, en Galicia.
Pero en la toponimia repobladora el plural también sirve para indicar el oficio de los repobladores, resultando Sariegos una evolución del término solariego. Se trataba de una forma de repoblación por la que el señor les entregaba solares en los que vivían y trabajaban, pagándole un impuesto o haciendo una prestación. Y así, la primera mención a Sariegos en 1144 se refiere a la entrega de una serie de fincas al monasterio de San Agustín en Carbajal entre las que aparece la de Argovelius en Sariegos, mostrando un funcionamiento regular del poblado.

## Geografía

### Ubicación

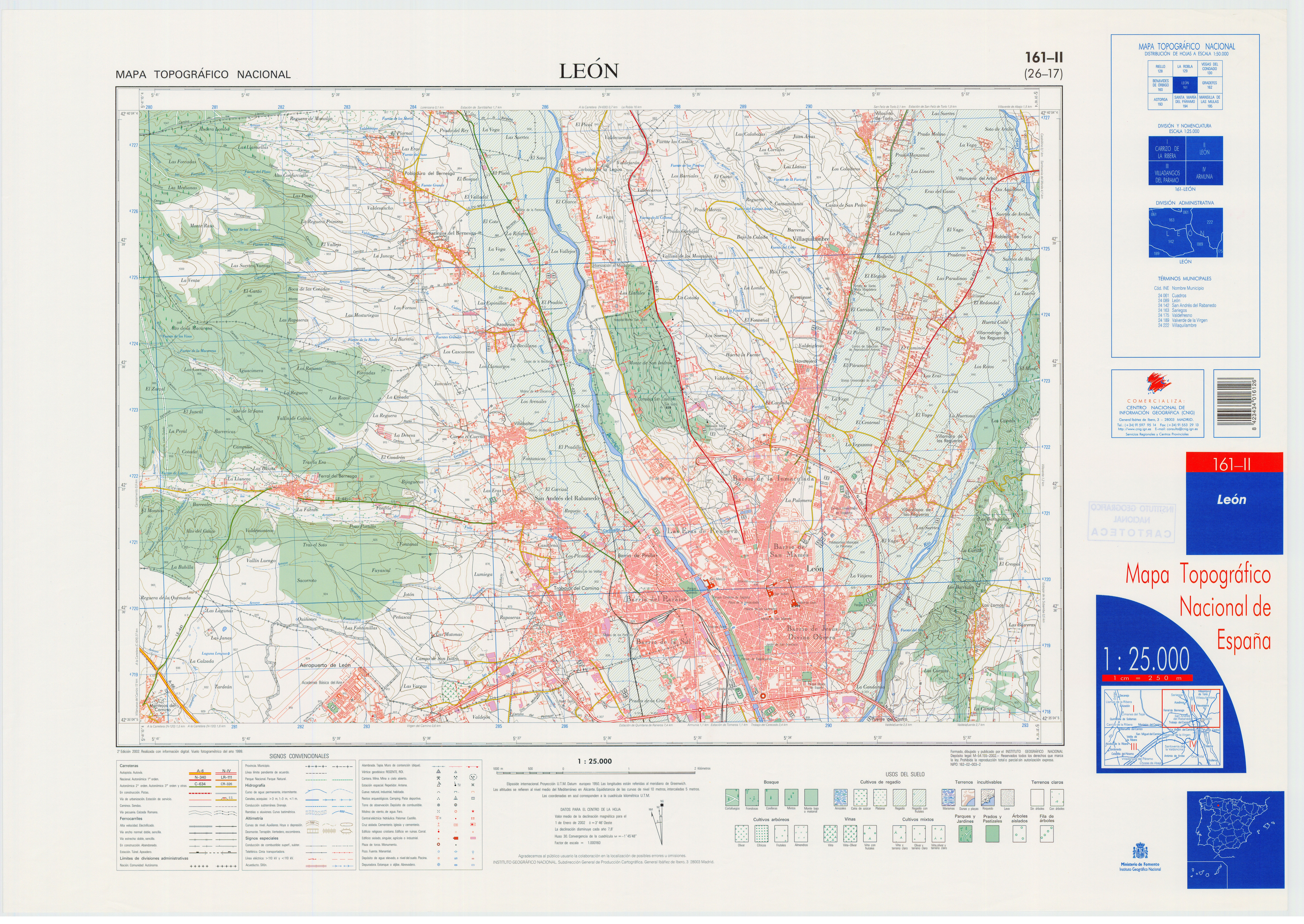
Fragmento de la hoja 161 del Mapa Topográfico Nacional de España de 2002 en el que se representa Sariegos

Sariegos se encuentra en el alfoz de León, a 830 m s. n. m., junto al río Bernesga. Su territorio limita al norte con Cuadros y Garrafe de Torío, al sur con León y San Andrés del Rabanedo, al este con Villaquilambre y al oeste con San Andrés del Rabanedo. El territorio del término municipal está representado en la hoja 161 del Mapa Topográfico Nacional.
| Noroeste: Cuadros                | Norte: Cuadros               | Noreste: Garrafe de Torío |
| Oeste: San Andrés del Rabanedo   |                              | Este: Villaquilambre      |
| Suroeste San Andrés del Rabanedo | Sur: San Andrés del Rabanedo | Sureste: León             |

## Historia

### Orografía
En el municipio de Sariegos se pueden diferenciar dos zonas. Por un lado, la vega del río Bernesga, predominantemente llana, y por otro, las zonas de monte que encontramos según nos alejamos del río tanto hacia el este como hacia el oeste. Mientras que en la parte oriental el terreno asciende de manera brusca, en la parte occidental la ascensión es leve pero progresiva. En el término municipal se encuentran los vértice geodésicos de Hoja, a una altitud de 1004 m s. n. m., y situado en la zona este del territorio, y La Camparona, a 1066 metros, y situado en el límite oeste.

### Hidrografía
El municipio es atravesado de norte a sur por el río Bernesga, afluente del Esla, formando a su paso una rica vega para el cultivo. Paralelo al mismo discurre el canal Presa del Bernesga, que surte de agua para el regadío. Los restantes cauces fluviales se limitan a pequeños arroyos, los cuales acaban desembocando en el Bernesga.

### Clima
El clima en Sariegos es, como en la mayor parte de la Meseta Norte, un clima mediterráneo continentalizado, levemente alterado por la influencia de la cordillera Cantábrica. Las precipitaciones se reparten de manera irregular, con un máximo en primavera y en otoño y un mínimo en época estival. En cuanto a las temperaturas, los inviernos son fríos, con frecuentes heladas y nevadas esporádicas, mientras que los veranos son cortos y calurosos.

## Demografía
Cuenta con una población de 5444 habitantes (INE 2024).
Desde finales del siglo XIX la población venía experimentando un lento pero continuo crecimiento pero, desde mediados de los años noventa, los distintos núcleos que lo componen han visto crecer su número de vecinos. Esto se debe, al igual que ocurre en otras ciudades españolas, al movimiento de población de la capital leonesa a los municipios del alfoz. En cuanto a la distribución de la población, a 1 de enero de 2024, 874 habitantes viven en Sariegos, 1123 en Azadinos, 2764 en Carbajal de la Legua y 693 en Pobladura del Bernesga.
| Gráfica de evolución demográfica de Sariegos entre 1857 y 2021 |
| |
| Población de derecho según los censos de población del INE. Población de hecho según los censos de población del INE. En 1857 aparece este municipio porque se segrega de San Andrés del Rabanedo. |

## Comunicaciones
Carreteras

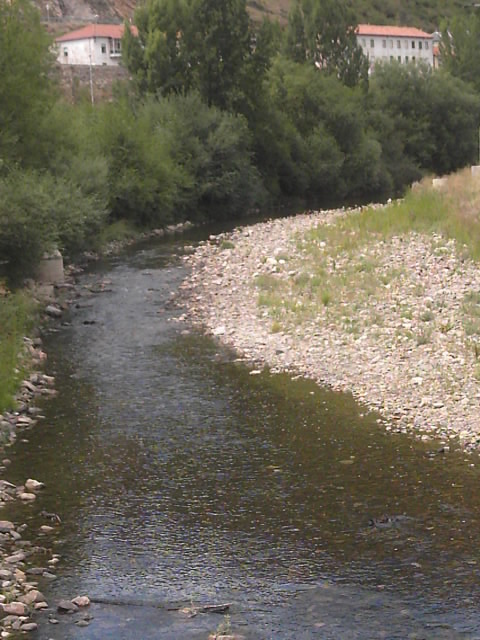
El río Bernesga atraviesa el municipio de norte a sur

Sariegos está comunicado con León a través de la CL-623, que también enlaza el municipio con la montaña leonesa (Canales-La Magdalena). Por otra parte, también es cruzado por la N-630, que une Gijón con Sevilla y la capital leonesa con Oviedo a través del puerto de Pajares.
Ferrocarril
El municipio es atravesado por la traza de la línea de ferrocarril León-Gijón.
Transporte aéreo
El aeropuerto de León, que entró en servicio en 1999, es el aeropuerto más cercano, encontrándose a 8 kilómetros de Sariegos.

## Economía
En el año 2007, el sector con más empleados era el de servicios, con 469 personas, representando un 52,2 % del total. A continuación se situaba la construcción, con 278 trabajadores, siendo un 31 %, y la industria, con 132 trabajadores y un 14,7 %. Por último, el sector de la agricultura generaba 19 empleos, un 2,1 % del total. Respecto a las empresas, un 61 % correspondía al sector servicios, un 25 % a la construcción, un 11,8 % a centros industriales, y un 2,2 % al sector primario.
En cuanto a la distribución de las tierras, un 50,89 % eran de pastos, un 32,78 % de herbáceos, un 7,83 % de otros usos, un 7,67 % de forestales y un 0,83 % de leñosos.

## Administración y política
Administración municipal

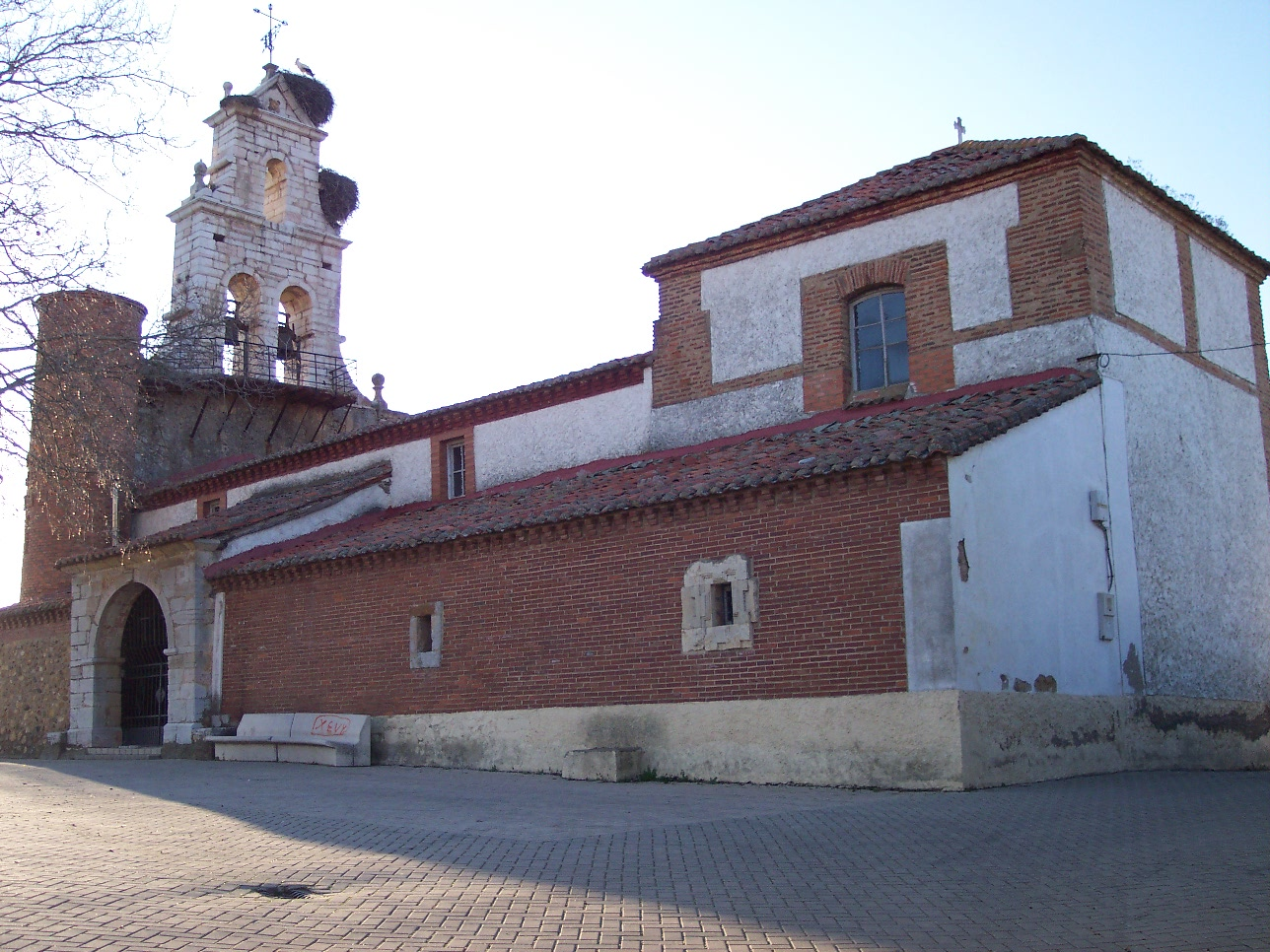
Vista lateral de la iglesia

La administración política del municipio se realiza a través de un ayuntamiento de gestión democrática, cuyos componentes se eligen cada cuatro años por sufragio universal. El censo electoral está compuesto por todos los residentes empadronados en Sariegos, mayores de 18 años y con nacionalidad de cualquiera de los países miembros de la Unión Europea. Según lo dispuesto en la Ley del Régimen Electoral General, que establece el número de concejales elegibles en función de la población del municipio, la corporación municipal está formada por 13 ediles, los cuales, en la actual legislatura (2019-2023), se distribuyen de la siguiente forma:
| Elecciones municipales del 26 de mayo de 2019 |                               |       |         |            |           |
| Partido                                       | Candidato                     | Votos | %       | Concejales | Variación |
| Unión del Pueblo Leonés                       | Roberto Aller Llanos          | 980   | 34,18 % | 5          | 3         |
| Partido Popular                               | Ismael Lorenzana García       | 619   | 21,59 % | 3          | 0         |
| Partido Socialista Obrero Español             | Juan Manuel Valbuena Aller    | 541   | 18,87 % | 3          | 1         |
| Ciudadanos                                    | Domingo García García         | 417   | 14,54 % | 2          | 0         |
| Vox                                           | No concurrió a estos comicios | 143   | 4,99 %  | 0          |           |
| Sariegos Despierta                            | Celestino Llanos              | 134   | 4,67 %  | 0          | 2         |
| Fuente: Ministerio del Interior (España).     |                               |       |         |            |           |

Desde las elecciones de 2019, UPL gobierna el municipio en coalición con Ciudadanos.
División administrativa
El municipio lo conforman, además de Sariegos del Bernesga, los pueblos de Azadinos, Carbajal de la Legua y Pobladura del Bernesga.

## Servicios y equipamientos
Educación

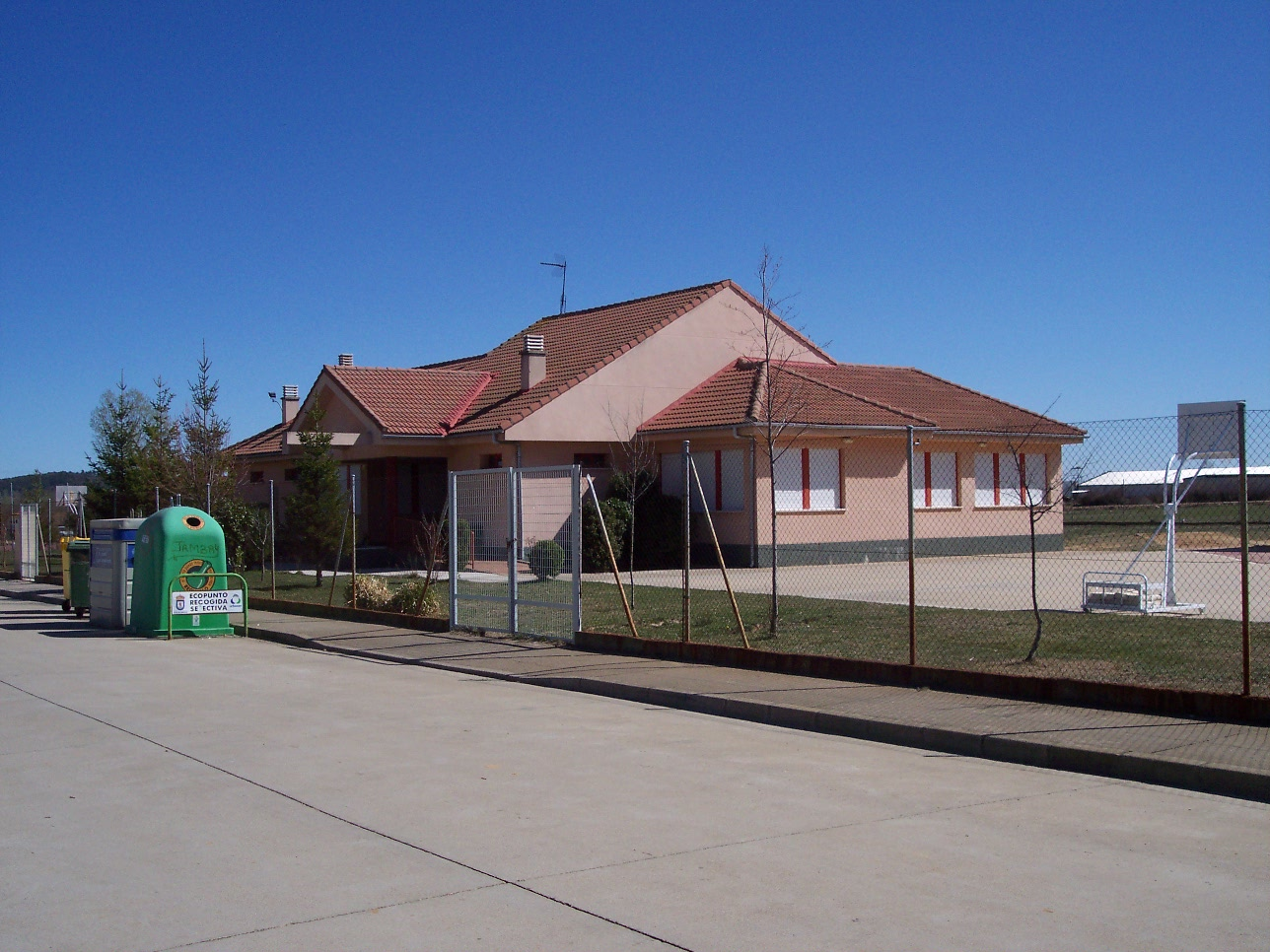
Colegio rural de Sariegos

Sariegos cuenta con un centro de educación infantil y primaria, dependiente del CRA Maestro Emilio Alonso, de Lorenzana. Desde 2010 la localidad dispone de una guardería municipal que cuenta con 61 plazas. En cuanto a instalaciones lúdicas o deportivas, dispone de varios campos de deporte.
Sanidad
Sariegos cuenta con un consultorio de atención primaria dependiente del centro de salud de San Andrés del Rabanedo, en el cual se centraliza una zona básica de salud la cual engloba, además de San Andrés del Rabanedo, los municipios de Sariegos y Cuadros.